# Strada statale 321 del Polacco
La ex strada statale 321 del Polacco (SS 321), ora strada provinciale 321 del Polacco (SP 321), è una strada provinciale italiana, il cui percorso si snoda nella provincia di Siena.

## Percorso
La strada ha origine a Chiusi Scalo, dalla ex strada statale 146 di Chianciano e nei suoi primi chilometri passa non lontano dal confine con l'Umbria, attraversando le località di Cetona e San Casciano dei Bagni. Nell'ultimo tratto invece, si avvicina al confine con il Lazio, prima di innestarsi sulla ex strada statale 2 Via Cassia nei pressi di Ponte a Rigo.
In seguito al decreto legislativo n. 112 del 1998, dal 2001, la gestione è passata dall'ANAS alla Regione Toscana che ha provveduto al trasferimento dell'infrastruttura al demanio della Provincia di Siena.